# 嶋村侑
嶋村 侑（しまむら ゆう、1985年4月18日 - ）は、日本の女性声優。東京都出身。賢プロダクション所属。

## 略歴
2005年、OVA『リーンの翼』のヒロインであるリュクス・サコミズ役に抜擢される。
2008年3月をもってオフィス薫を退所、同年4月より賢プロダクションに移籍。

## 人物
特技は水泳。趣味はウクレレ、映画鑑賞、スポーツ観戦で特にサッカーが好きである。
2024年、山寺宏一、梶裕貴ら他の有名声優26名と共同で生成AIへの音声無許諾利用に反対する『NOMORE 無断生成AI』に参加する。

## 出演
太字はメインキャラクター。

### テレビアニメ
2006年
- ドラえもん（テレビ朝日版第2期）（子供A）

2007年
- Kanon（生徒）
- CLANNAD-クラナド-（女子生徒）
- 結界師（女の子）
- CODE-E（織田、メイド）
- しおんの王（千秋、斉藤ふみ子）

2008年
- テイルズ オブ ジ アビス（マリィ）
- 二十面相の娘（女中C）
- のらみみ（シゲルの友達）
- ヤッターマン（第2作）（2008年 - 2009年、保護者、アイリ、女子高生）
- 我が家のお稲荷さま。（高上透）

2009年
- 銀魂（2009年 - 2015年、レポーター、助手、コンパニオン、いずみ） - 3シリーズ
- クイーンズブレイド 流浪の戦士（騎士）
- けいおん!（生徒）
- こんにちは アン 〜Before Green Gables（子供の声）
- チーズスイートホーム あたらしいおうち（アリス、子猫達）
- とある科学の超電磁砲（女子高生）
- NEEDLESS（胡桃）
- バトルスピリッツ 少年激覇ダン（侍女1、ガンバリー）
- BLEACH 斬魄刀異聞篇（2009年 - 2010年、双魚理、花天狂骨〈脇差〉、響河の妻、女） - 2シリーズ
- ミチコとハッチン

2010年
- SDガンダム三国伝 Brave Battle Warriors（黄月英ガンイージ、母親、街人、村の子供）
- おまもりひまり（委員長〈いいんちょ〉）
- 刀語（側近B）
- 極上!!めちゃモテ委員長 セカンドコレクション（小中真理）
- ジュエルペット てぃんくる☆（フェアリーナ）
- 祝福のカンパネラ（女性騎士）
- テガミバチ（淑女、シスター、メイドB、修道女） - 2シリーズ
- バトルスピリッツ ブレイヴ（2010年 - 2011年、アン、ルクレチア、オペレーター2）
- ひめチェン!おとぎちっくアイドル リルぷりっ（雪森水曜、ユウカ、ラン、キノコ姉、お姉さん、アスカ、田中 他）
- FORTUNE ARTERIAL 赤い約束（女子生徒）
- 四畳半神話大系（ほんわか女子A）

2011年
- いつか天魔の黒ウサギ（大兎（子供時代）、女子生徒）
- X-MEN（女の子、母親達）
- 機動戦士ガンダムAGE（2011年 - 2012年、ミレース・アロイ、フリット・アスノ〈幼少時代〉）
- ギルティクラウン（校条祭）
- C（司会者）
- スイートプリキュア♪（女の子）
- 聖痕のクェイサーII（女生徒B）
- ちはやふる（2011年 - 2020年、真島麗子、東大生） - 3シリーズ
- デュエル・マスターズ ビクトリー（2011年 - 2013年、勝丸、元塚、火賀まさる、鬼丸ボーイ、鳥山三兄弟 他） - 2シリーズ
- ブレイド（スタンの妻）
- マケン姫っ!（絹亜ガレット）
- 魔乳秘剣帖（女）

2012年
- Another（佐藤和江）
- 戦国コレクション（サラ）
- 男子高校生の日常（演劇部員）
- 謎の彼女X（早川愛香）
- ハイパーヨーヨーキングダム（糸川静）
- バトルスピリッツ ソードアイズ（白夜王ヤイバ〈幼少期〉）
- LUPIN the Third -峰不二子という女-（万華鏡女）

2013年
- IS 〈インフィニット・ストラトス〉2（シャルロットの母）
- 黒子のバスケ（荒木雅子）
- 進撃の巨人（2013年 - 2023年、アニ・レオンハート、少年） - 7シリーズ
- 探検ドリランド -1000年の真宝-（雷蝶花フェイリン）
- ダンボール戦機WARS（美都玲奈）

2014年
- アルドノア・ゼロ（不見咲カオル） - 2025年に総集編『アルドノア・ゼロ（Re+）』劇場上映
- ガンダム Gのレコンギスタ（アイーダ・スルガン / アイーダ・レイハントン）
- ソードアート・オンライン シリーズ（2014年 - 2020年、シウネー / 安施恩） - 2シリーズ
- 棺姫のチャイカ AVENGING BATTLE（イリーナ・ハルトゲン）
- ポケットモンスター XY（受付のお姉さん）

2015年
- アイカツ!（水谷郁子）
- うしおととら（飛頭蛮 妹）
- 終わりのセラフ（十条美十、優一郎〈幼少期〉） - 2シリーズ
- GANGSTA.（エリカ）
- Go!プリンセスプリキュア（2015年 - 2016年、春野はるか / キュアフローラ）
- コンクリート・レボルティオ〜超人幻想〜（高原楓）
- 進撃!巨人中学校（アニ・レオンハート）
- 新妹魔王の契約者 BURST（梶浦立華）
- デュエル・マスターズ VSR（勝丸）
- ハピネスチャージプリキュア!（キュアフローラ）※第49話でのバトンタッチメッセージ

2016年
- うどんの国の金色毛鞠（冴木雪枝、カップル〈女〉、中島忍〈幼少期〉）
- かみさまみならい ヒミツのここたま（ニーチエ）
- ジョジョの奇妙な冒険 ダイヤモンドは砕けない（川尻しのぶ）
- 文豪ストレイドッグス（2016年 - 2023年、与謝野晶子） - 5シリーズ
- 僕のヒーローアカデミア（2016年 - 2024年、女性記者、リポーター、女性アナウンサー） - 5シリーズ
- パンでPeace!（河合まな）

2017年
- 鬼平（奉公人A）
- 小林さんちのメイドラゴン（才川の母）
- デジモンユニバース アプリモンスターズ（オフモン、マリコ）
- 恋と嘘（根島由佳吏（幼少）、美作有紗）
- 18if（林田真奈）

2018年
- オーバーロードII（ツアレ / ツアレニーニャ・ベイロン）
- キラキラハッピー★ ひらけ!ここたま（2018年 - 2019年、ルビー、ジャーニー）
- 寄宿学校のジュリエット（シャルトリュー・ウェスティア、犬塚〈初等部〉）
- HUGっと!プリキュア（春野はるか / キュアフローラ）

2019年
- 真夜中のオカルト公務員（アディエル、狩野一茜）
- ギヴン（上ノ山弥生）
- ゲゲゲの鬼太郎（第6作）（湊クリスティーン）

2020年
- モンスター娘のお医者さん（アラーニャ・タランテラ・アラクニダ）
- 神様になった日（天願賀子）

2021年
- WAVE!!〜サーフィンやっぺ!!〜（祥子）
- 文豪ストレイドッグス わん!（与謝野晶子、女性）
- アズールレーン びそくぜんしんっ!（ミネアポリス）
- さよなら私のクラマー（田勢恵梨子 ）
- セブンナイツ レボリューション -英雄の継承者-（ユーノミア）
- デジモンゴーストゲーム（2021年 - 2023年、ジェリーモン）

2022年
- RWBY 氷雪帝国（ブレイク・ベラドンナ）
- モブサイコ100 III（米里イチ）
- 虫かぶり姫（エレン）

2023年
- 火狩りの王（2023年 - 2024年、キリ） - 2シリーズ
- 逃走中 グレートミッション（2023年 - 2025年、ハーヴェスト、クエスチョン君）
- ひろがるスカイ!プリキュア（キュアフローラ）
- ラグナクリムゾン（2023年 - 2024年、ナサレナ・テルジアン）

2024年
- メタリックルージュ（サラ・フィッツジェラルド）
- 終末トレインどこへいく?（ミニお姉さん）
- ふしぎ駄菓子屋 銭天堂（檜坂姫子）
- 神之塔 -Tower of God-（カナ） - 2シリーズ
- メカウデ（アキ）
- 青の祓魔師 シリーズ（2024年 - 2025年、雪男〈幼少〉） - 2シリーズ
- ポケットモンスター (2023)（2024年 - 2025年、ブライア）

2025年
- ＃コンパス2.0 戦闘摂理解析システム（マリア）
- 最強の王様、二度目の人生は何をする?（メリアル・エラリス）
- アークナイツ【焔燼曙明/RISE FROM EMBER】（ヘレン）

### 劇場アニメ
2008年
- パッテンライ!! 〜南の島の水ものがたり〜

2009年
- 劇場版 ヤッターマン 新ヤッターメカ大集合! オモチャの国で大決戦だコロン!（正8面体メカ）

2010年
- 劇場版BLEACH 地獄篇

2011年
- UN-GO episode:0 因果論（安田紅美）
- とある飛空士への追憶（ノエル）

2012年
- 劇場版 BLOOD-C The Last Dark（女子生徒）
- マジック・ツリーハウス（男子）

2013年
- サカサマのパテマ（アナウンス）

2014年
- 劇場版 進撃の巨人（2014年 - 2018年、アニ・レオンハート） - 3作品

2015年
- 映画プリキュアシリーズ（2015年 - 2024年、春野はるか / キュアフローラ） - 7作品

2017年
- 劇場版 ソードアート・オンライン -オーディナル・スケール-（シウネー）
- 打ち上げ花火、下から見るか?横から見るか?（看護師）

2018年
- 文豪ストレイドッグス DEAD APPLE（与謝野晶子）
- 劇場版ポケットモンスター みんなの物語（ミア）

2019年
- Gのレコンギスタ（2019年 - 2022年、アイーダ・スルガン） - 5部作

2020年
- 海辺のエトランゼ（桜子）
- WAVE!!〜サーフィンやっぺ!!〜（祥子） - 3部作 / 2021年にテレビアニメ（完全版）が放送

2021年
- 映画 さよなら私のクラマー ファーストタッチ（山田鉄二〈幼少期〉）
- EUREKA/交響詩篇エウレカセブン ハイエボリューション（末野・ラ・ティーノ）

### OVA
- 乙女はお姉さまに恋してる 2人のエルダー THE ANIMATION（2012年、妃宮千早[76]）
- 進撃の巨人 突然の来訪者〜苛まれる青春の呪い〜（2014年、アニ・レオンハート[77]）※原作第13巻限定版
- 進撃の巨人 Wall Sina,Goodbye　前編、後編（2017年、2018年、アニ・レオンハート）※原作第24巻、25巻限定版
- クビキリサイクル 青色サヴァンと戯言遣い（2016年、園山赤音[78]）
- 文豪ストレイドッグス（2017年、与謝野晶子） - コミックス第13巻オリジナルアニメBD付き限定版
- ギヴン うらがわの存在（2021年、上ノ山弥生） - コミックス第7巻DVD付き限定版

### Webアニメ
2000年代
- リーンの翼（2005年、リュクス・サコミズ）

2010年代
- ポケットモンスター ブラック2・ホワイト2 紹介SPムービー（2012年、プラズマ団〈女〉）
- THE KING OF FIGHTERS:DESTINY（2017年、マチュア）
- ソードガイ The Animation（2018年、平谷美奈、高木亜矢）
- 7SEEDS（2019年 - 2020年、あゆ） - 2シリーズ
- HERO MASK（2019年、ティナ・ハースト）

2020年代
- 青い羽みつけた!（2021年、アオサギ）
- テイルズ オブ ルミナリア The Fateful Crossroad（2022年、リゼット・レニエ）
- ブルーアーカイブ 1.5周年記念ショートアニメーション（2022年、和楽チセ）
- 伊藤潤二『マニアック』（2023年、法子）
- Fate/Grand Order 藤丸立香はわからない（2023年、アマゾネスCEO）
- GAMERA -Rebirth-（2023年、江夏美緒）

### ゲーム
2007年
- Another Century's Episode 3 THE FINAL（リュクス・サコミズ）

2008年
- 桃色大戦ぱいろん（エレニィ）

2009年
- ひらめきカードバトル メクルカ（リンネ＝ヴァール、ミシェル＝フィレア）
- ルミナスアーク3 アイズ（リリ）

2010年
- ガンダムアサルトサヴァイブ（パイロットエディット 女性VOICE6）
- SDガンダム三国伝 BraveBattleWarriors 真三璃紗大戦（孫尚香ガーベラ、貂蝉キュベレイ、祝融ガンダム）
- 猛獣使いと王子様（ゲルダ）

2011年
- SDガンダム GGENERATION（2011年 - 2020年、ミレース・アロイ、アイーダ・スルガン、マイキャラクターボイス女性F〈WORLD〉） - 3作品
- ゼルダの伝説 スカイウォードソード（2011年 - 2021年、ゼルダ、ファイ） - 2作品
- 猛獣使いと王子様 〜Snow Bride〜（ゲルダ）
- みんなのGOLF 6（ユウナ）

2012年
- 機動戦士ガンダムAGE ユニバースアクセル / コズミックドライブ（ミレース・アロイ、フリット・アスノ〈幼少時代〉） - 2作品
- 時と永遠 〜トキトワ〜（ダチェニ）
- 猛獣使いと王子様 〜Snow Bride〜 Portable（ゲルダ）

2013年
- 進撃の巨人 人類最後の翼（アニ・レオンハート）
- スーパーロボット大戦UX（リュクス・サコミズ）
- ダンジョントラベラーズ2 王立図書館とマモノの封印（グリシェリーナ・エフレノア）
- ダンボール戦機ウォーズ（美都玲奈）

2014年
- 白猫プロジェクト（イザベラ、ネロ・アルカマル）
- グランブルーファンタジー（2014年 - 2025年、ボレミア、マーズ、アニ）
- グリモア〜私立グリモワール魔法学園〜（相馬レナ）
- コアマスターズ（シイナ・チカ）
- 闘神都市（セレーナ）
- マーメイド・ゴシック（ラウラ＝グリーン）

2015年
- アサシン クリード シンジケート（エヴィー・フライ）
- 終わりのセラフ 運命の始まり（十条美十）
- Go!プリンセスプリキュア シュガー王国と6人のプリンセス!（春野はるか / キュアフローラ）
- 大正×対称アリス（母親）
- 東亰ザナドゥ（柊明日香）
- 猛獣使いと王子様 〜Flower & Snow〜（ゲルダ）

2016年
- 機動戦士ガンダム エクストリームバーサス マキシブースト ON（2016年 - 2017年、アイーダ・スルガン）
- 進撃の巨人（アニ・レオンハート）
- 大正×対称アリス all in one（母親）
- チェインクロニクル（トゥキリス）
- 東亰ザナドゥ eX+（柊明日香）
- レコラヴ Blue Ocean / Gold Beach（マリアーナ・プリンシラ）
- クイズRPG 魔法使いと黒猫のウィズ（イーディス・キルティ）
- ファイナルファンタジーXV（シドニー・オールム）

2017年
- 蒼き革命のヴァルキュリア（ブリギッタ・ウルリッヒ）
- ゼルダの伝説 ブレス オブ ザ ワイルド（ゼルダ）
- プリキュア つながるぱずるん（春野はるか / キュアフローラ）
- ダンジョントラベラーズ2-2 闇堕ちの乙女とはじまりの書（グリシェリーナ・エフレノア）
- Fate/Grand Order（2017年 - 2020年、エルドラドのバーサーカー〈ペンテシレイア〉）
- ガンダムバーサス（アイーダ・スルガン）
- マヨナカ・ガラン（橘はももる）
- よるのないくに2 〜新月の花嫁〜（マルヴァジーア）
- ＃コンパス 戦闘摂理解析システム（マリア＝S＝レオンブルク）
- モンスター オブ ザ ディープ: ファイナルファンタジーXV（シドニー・オールム）
- パシャ★モン（トワ）
- Shadowverse（静かなる炎将・マーズ、スターリーエルフ、ニュクス）
- 進撃の巨人2〜未来の座標〜（アニ・レオンハート、女性兵士2）

2018年
- ファイナルファンタジーXV ポケットエディション（シドニー・オールム）
- 進撃の巨人2（アニ・レオンハート、主人公・女・タイプ7）
- スーパーロボット大戦X（アイーダ・スルガン）
- THE KING OF FIGHTERS ALLSTAR（マチュア）
- 機動戦士ガンダム エクストリームバーサス2（2018年 - 2025年、アイーダ・スルガン） - 4作品

2019年
- デビルメイクライ5（パティ・ローエル）
- ドラゴンクエストXI 過ぎ去りし時を求めて S（チェロン、ぱふぱふ娘〈エドゥリス〉）
- 誰ガ為のアルケミスト（アンブロシア）
- 〈物語〉シリーズ ぷくぷく（アニ・レオンハート）

2020年
- 共闘ことばRPG コトダマン（2020年 - 2023年、アニ・レオンハート、与謝野晶子）
- モンスターハンター ライダーズ（スミカ）
- ゼルダ無双 厄災の黙示録（ゼルダ）
- The Last of Us Part II（ディーナ）
- エンゲージソウルズ（カーニャ）
- メガミヒストリア（ルシファー、メデューサ）

2021年
- ブルーアーカイブ -Blue Archive-（2021年 - 2023年、和楽チセ）
- ブレイブリーデフォルトII（グローリア・ノイ・ミューザ）
- スーパーロボット大戦DD（2021年 - 2024年、ベネット・コリーヴレッカン）
- BALAN WONDERWORLD（イーベン・ビア）
- テイルズ オブ ルミナリア（リゼット・レニエ）

2022年
- GetsuFumaDen: Undying Moon（月蓮華）
- #コンパス ライブアリーナ（2022年 - 2023年、マリア＝S＝レオンブルク）

2023年
- モンスターストライク（アニ・レオンハート）
- ゼルダの伝説 ティアーズ オブ ザ キングダム（ゼルダ）
- 妖怪ウォッチ ぷにぷに（アニ・レオンハート）
- WAR OF THE VISIONS ファイナルファンタジー ブレイブエクスヴィアス 幻影戦争（ブロンウィル）
- 東方スペルバブル（八雲藍）

2024年
- 無期迷途（エンジェル）
- Wizardry Variants Daphne
- ゼンレスゾーンゼロ（ジェーン・ドゥ）
- 勝利の女神:NIKKE（リトルマーメイド）
- THE KING OF FIGHTERS XV（マチュア）

2025年
- みんなのGOLF WORLD（ユウナ）

2026年
- デカポリス（ミサエ・ケンブリッジ）

### ドラマCD
- 飴色パラドックス（カオリ）
- 兎オトコ虎オトコ（鈴木）
- おたくの娘さん（有坂遥）
- 乙女はお姉さまに恋してる 2人のエルダー（妃宮千早）
- 終わりのセラフ 一瀬グレン、16歳の破滅（十条美十）※第6巻限定版付属CD
- この愛を喰らえ（亮〈子供〉）
- 純情2 ミニドラマCD ダリア 2010年8月号付録（圭祐の姉・絢子）
- BLCD 〜鏡花あやかし秘帖〜 夜叉の恋路（児島玲於奈）
- スーパーラヴァーズ（女性）
- 世界一初恋〜羽鳥×千秋編〜（希美）
- その手の熱を重ねて（大沢）
- 花がふってくる（牧山理名）
- 遥山の恋（火族の娘、桔梗、子供A）
- 陽だまりに吹く風（富樫玲香）
- ホイップノート（上善知花）
- 蜜肌美人（女子学生）
- 猛獣使いと王子様 ドラマCD 〜パン屋☆パニック!〜（ゲルダ[127]）
- 妄想エレキテル（山名秋乃）
- ヤンキーショタとオタクおねえさん（龍桜ママ[128]）
- ヤンデレ彼女（A子）

### 吹き替え

#### 担当女優
アシュレイ・ベンソン
- クリスマスキューピッド（ケイトリン）
- スプリング・ブレイカーズ（ブリット）
- プリティ・リトル・ライアーズ（ハンナ・マリン）

ブリアナ・ヒルデブランド
- エクソシスト 孤島の悪魔（ヴェリティ）
- デッドプール（ネガソニック・ティーンエイジ・ウォーヘッド）
  - デッドプール2
  - デッドプール&ウルヴァリン

#### 映画
- アート・オブ・ウォー2（ミシェル）
- アラバマ物語（スカウト）※BD版
- あるあるティーン・ムービー（ジェイニー・ブリッグス〈カイラー・リー〉）※VOD版
- アルファ・ドッグ 破滅へのカウントダウン（ジュリー・ベックリー〈アマンダ・サイフリッド〉）
- アンセイン 〜狂気の真実〜（ヴァイオレット〈ジュノー・テンプル〉）
- イースターラビットのキャンディ工場（少女）
- 1911
- 移動都市/モータル・エンジン（キャサリン・ヴァレンタイン〈レイア・ジョージ〉[132]）
- イントルーダーズ（フアン〈イサン・コルチェロ〉）
- インベージョン（ジーン）
- ウィンキーの白い馬（ソフィー）
  - はじめて馬に乗った日（ソフィー）
- ウェス・クレイヴンズ ザ・リッパー（ブリタニー〈ポーリーナ・オルシンスキー〉）
- エアポート2011（英語版）（ジーナ）
- エイリアン バスターズ（チェルシー・マカリスター〈エリン・モリアーティ〉）
- エルム街の悪夢
- おじさんに気をつけろ!（ティア〈ジーン・ルイザ・ケリー〉）※VOD版
- 壊滅暴風圏〜ファイナル・カウントダウン〜（英語版）（ロリ・ローレンス）
- キミに逢えたら!（トリス〈アレクシス・ジーナ〉）
- キャンプ・ロック（エラ〈アンナ・マリア・ペレス・デ・タグレ〉）
- キャンプ・ロック2 ファイナル・ジャム（エラ〈アンナ・マリア・ペレス・デ・タグレ〉）
- 恐怖の岬（ナンシー〈ロリ・マーティン〉）※BD版
- キル・ボクスン（チャ・ミンヒ〈イ・ソム〉）
- ゲット・ラッキー（ブリジット）
- 最高に素晴らしいこと（バイオレット〈エル・ファニング〉）
- 西遊記リローデッド（紅孩児〈イザベラ・リョン〉）
- サスペリア（2018年）（スージー・バニヨン〈ダコタ・ジョンソン〉）
- SOMEWHERE（クレオ〈エル・ファニング〉）
- ジェイン・オースティン 秘められた恋（ルーシー）
- ジェットストリーム（エンジェル〈ルース・キアニー〉）
- シエラ・バージェスはルーザー（ヴェロニカ〈クリスティン・フローセス〉）
- シスターズ（ヘイリー〈マディソン・ダヴェンポート 〉）
- ジャーヘッド2 奪還（ダニエル・アレン）
- 17歳の肖像（ハッティ）
- ジュラシック・ワールド/炎の王国（ジア〈ダニエラ・ピネダ〉[133]）※ザ・シネマ版
- ジョニー・ノックスヴィル アクション・ポイント/ゲスの極みオトナの遊園地（ブギー〈エレノア・ワーシントン＝コックス〉）
- 死霊館のシスター（オアナ〈イングリット・ビス〉）
- SUPER8/スーパーエイト（ペグ）
- スケート・オア・ダイ（英語版）（ダニー〈エルサ・パタキー〉）
- ストリートダンス/TOP OF UK（ステフ）
- ストリート・レーサー（カーチャ〈マリーナ・アレクサーンドロヴァ〉）
- セットアップ: ウソつきは恋のはじまり（ハーパー〈ゾーイ・ドゥイッチ〉）
- 孫文の義士団（ユエル〈ファン・ビンビン〉）
- ダイアリー・オブ・ザ・デッド（トレイシー〈エイミー・ラロンド〉）
- タイガー・マウンテン 雪原の死闘（バイ・ルー）
- 食べて、祈って、恋をして（トゥルシー）
- ダレン・シャン（ピッチャー）
- 沈黙の激突
- 月に囚われた男（イヴ・ベル〈カヤ・スコデラリオ〉）
- デスドール（英語版）（イザベル〈トリルビー・グローヴァー〉）
- デッド・フレンド・リクエスト（ローラ・ウッドソン〈アリシア・デブナム＝ケアリー〉）
- 天安門、恋人たち（ソンピン）
- デンジャラス・ラン（アナ・モロー〈ノラ・アルネゼデール〉）※ソフト版
- Dr.パルナサスの鏡（オルガ）
- トライアングル 殺人ループ地獄（ヘザー）
- トランジット（英語版）（アリエル）
- 庭から昇ったロケット雲（サンシャイン・ファーマー）
- ネスト（ルイーサ・ジェームズ）
- パージ（ゾーイ・サンディン〈アデレイド・ケイン〉）
- バイオハザードII アポカリプス（アンジェラ・アシュフォード〈ソフィー・ヴァヴァサー〉）※フジテレビ版
- バトルシップ（キャスター女）
- ハリー・ポッターと謎のプリンス（リーアン〈イザベル・ラフランド〉）
- バルフィ! 人生に唄えば（シュルティ・ゴーシュ・セングプタ〈イリアナ・デクルーズ〉）
- バレンタインデー（フェリシア〈テイラー・スウィフト〉）
- ハロウィンII（ローリー・ストロード〈スカウト・テイラー＝コンプトン〉）
- ピッチ・パーフェクトシリーズ（クロエ・ベル〈ブリタニー・スノウ〉）
  - ピッチ・パーフェクト ※ユニバーサル・ピクチャーズ版
  - ピッチ・パーフェクト2
  - ピッチ・パーフェクト ラストステージ
- ヒドラ（ヴァレリー）
- 白夜行 -白い闇の中を歩く-（イ・シヨン〈イ・ミンジョン〉）
- ふたりの女王 メアリーとエリザベス（メアリー・スチュアート〈シアーシャ・ローナン〉）
- フリーダムランド（ティナ）
- ブルーサヴェージ（シャーロット）
- ヘアスプレー（ペニー・ピングルトン〈アマンダ・バインズ〉）
- ほぼトワイライト（アイリス）
- マイレージ、マイライフ（ナタリー・キーナー〈アナ・ケンドリック〉）
- 真夜中のピアニスト（ミンコフの女）
- M3GAN ミーガン（ミーガン〈ジェナ・デイヴィス〉）
- みえない雲（ハンナ〈パウラ・カレンベルク〉）
- Mr.ウッドコック -史上最悪の体育教師-（クラーク）
- ミナリ（モニカ〈ハン・イェリ〉）
- ミニー・ゲッツの秘密（キミー〈マデリーン・ウォーターズ〉）
- メタル・トランスフォーム（英語版）（クレア）
- 山猫は眠らない4 復活の銃弾（ケリー）
- U-900（マリア）
- ラストウィーク・オブ・サマー（ホリー〈ベラ・ソーン〉）
- ラストキス（英語版）（キム〈レイチェル・ビルソン〉）
- ラッキー・ユー（シャノン）
- リトル・バード 164マイルの恋（リリー・ホバート〈ジュノー・テンプル〉）
- リンジー・ローハンの妊娠宣言！？〜ハリウッド式OLウォーズ〜（エマ・クレイヒル〈ブリジット・メンドラー〉）
- レディ・バード（クリスティン・マクファーソン〈シアーシャ・ローナン〉）
- レフト -恐怖物件-（スザンナ〈アマンダ・セイフライド〉）
- ワイルド・タウン3（ロシア語版）（サマンサ）
- ワウンズ: 呪われたメッセージ（キャリー〈ダコタ・ジョンソン〉）
- わたしを離さないで（子供時代のルース〈エラ・パーネル〉）

#### ドラマ
- iCarly
- イルジメ〜一枝梅（ポンスン〈イ・ヨンア〉）
- WITHOUT A TRACE/FBI 失踪者を追え!（ベッカ〈レベッカ・ハワード〉#91、112）
- エデンの東（ヘリン〈イ・ダヘ〉）
- FBI: 特別捜査班
- 奥さまは首相 〜ミセス・プリチャードの挑戦〜 #3
- 思いっきりハイキック!（ユミ）
- カイルXY
- カシミアマフィア
- ギルモア・ガールズ #84
- glee/グリー
- グッド・プレイス（タハニ・アル＝ジャミル）
- クリミナル・マインド FBI行動分析課（レベッカ、ジェーン、アナ・ブルックス）
- コウラン伝 始皇帝の母（白霊児〈ブー・グワンジン〉[134]）
- コールドケースシリーズ
  - シーズン2 #19
  - シーズン3 #8
  - シーズン4 #4
  - シーズン6 #4（ミッシー・ギャラヴァン）
- コバート・アフェア CIA諜報員アニー #9
- CSI:マイアミ5 #8（アニヤ・ボア・ヴィスタ〈ナタリー・モラレス〉）
- CSI:ニューヨーク3 #6,#12
- シークレット・アイドル ハンナ・モンタナ（アシュレイ〈アンナ・マリア・ペレス・デ・タグレ〉）
- シェイムレス 俺たちに恥はない（カレン・ジャクソン〈ローラ・ウィギンス〉）
- 少林寺伝奇（小娥）
- 新・刑事コロンボシリーズ
  - 幻の娼婦（子供達）※完全版追加収録部分
  - だまされたコロンボ（パーティー客、リポーター）※完全版追加収録部分
  - 華麗なる罠（警察無線）※完全版追加収録部分
- セサミストリート（アリーシャ〈アレイシャ・アレン〉）※DVD版
- 新ビバリーヒルズ青春白書（ポーシャ）
- スーパーナチュラル シーズン2（アシュリー）
- スイート・ライフ オン・クルーズ（ヴァイオレット）
- スターの恋人（ユリ）
- センス8（ライリー〈タペンス・ミドルトン〉）
- 蒼穹の昴（李玲玲〈チャオ・イーリン〉）
- チャームド 〜魔女3姉妹〜 ファイナル・シーズン（クリスティ・ジェンキンス）
- CHUCK/チャック（ルー・パローン〈レイチェル・ビルソン〉）
- チング 〜愛と友情の絆〜（ミン・ウンジ〈チョン・ユミ〉）
- デスパレートな妻たち3 #15
- DEUCE/ポルノストリート in NY（ローリー〈エミリー・ミード〉）
- テラノバ/Terra Nova（リア）
- Dr.HOUSE（トミー）
- Dr.HOUSE2（アンディ）
- NIKITA / ニキータ（ジル）
- バーン・ノーティス 元スパイの逆襲（ソフィー）
- 花より男子（幼少の類）
- 反撃のレスキュー・ミッション（アレキサンドラ・ポーター〈ローラ・グリーンウッド〉）
- ペク・ドンス（ユ・ジソン〈シン・ヒョンビン〉）
- ホット・ショット〜籃球火〜（ジャン・ジエル〈チョウ・ツァイシー〉）
- マイ・プリンセス（オ・ユンジェ〈パク・イェジン〉）
- MAD MEN シーズン4（サリー・ドレイパー）
- ミルドレッドの魔女学校（エセル・ハロウ〈ジェニー・リチャードソン〉[135]）
- 4400 未知からの生還者4 #1
- 名探偵ポワロ 鳩のなかの猫（ジュリア）
- ユーリカ 〜事件です!カーター保安官〜（ゾーイ〈ジョーダン・ヒンソン〉）
- ライフwithデレク（ターニャ）
- リンカーン 殺人鬼ボーン・コレクターを追え!（ケイト〈ブルック・ライオンズ〉[136]）
- 100 オトナになったらできないこと（ミンディ・マイナス〈ブラディ・レイター〉[137]）

#### アニメ
- あぁ、レイモンド!（ビアトリス）
- おさるのジョージ（レイチェル）
- くもりときどきミートボール（三つ編み少女）
- CODE リョーコ（アイリータ）
- タッドの大冒険〜失われたミダス王の秘宝〜（サラ・ラヴロフ）
- プチバンピ（サンドリーナ[138]）
- マイリトルポニー・ガールズ: 虹の冒険（アダージョ・ダズル）
- ルイスと未来泥棒（少女時代のフラニー）
- スター・ウォーズ/クローン・ウォーズ（トレース・マルテス）
- スター・ウォーズ: バッド・バッチ（トレース・マルテス）
- スター・ウォーズ:ヤング・ジェダイ・アドベンチャー（ナッシュ[139]）
- モンスターハンター: レジェンド・オブ・ザ・ギルド（マエ[140]）
- ヨウゼン（楊嬋[141]）
- RWBY（ブレイク・ベラドンナ[142]）
- ロラックスおじさんの秘密の種

### 特撮
- 仮面ライダーガッチャード（2024年、トライケラの声、サーベライガーの声、サーベルマルガムの声[143]）

### その他コンテンツ
- おはコロっす!（糸川静の声）
- 株式会社大創産業 ザ・ダイソー（店内ナビゲーター）
- 玩具 機動戦士ガンダムAGE ガンダム専用起動装置 エイジデバイス（ミレース・アロイ〈音声〉）
- 第66回NHK紅白歌合戦（『アニメ紅白』、春野はるか / キュアフローラの声）
- VOMIC 機巧童子ULTIMO（狭山真琴）
- Go!プリンセスプリキュア ミュージカルショー プリンセスランドをすくえ!（春野はるか/キュアフローラ）
- Go!プリンセスプリキュア アクションステージ（春野はるか/キュアフローラ）
- 魔法つかいプリキュア! ミュージカルショー（キュアフローラ）
- キラキラ☆プリキュアアラモード ドリームステージ〜メチャまぜ♥キラパティレビュー〜（キュアフローラ）
- ゼルダの伝説 コンサート 2018（MC）

## ディスコグラフィ

### キャラクターソング
| 発売日   | 商品名                                                                                | 歌 | 楽曲                                          | 備考                                                                       |
| 2015年   | 2015年                                                                                | 2015年 | 2015年                                        | 2015年                                                                     |
| -------- | ------------------------------------------------------------------------------------- | --- | --------------------------------------------- | -------------------------------------------------------------------------- |
| 3月11日  | イマココカラ                                                                          | プリキュアオールスターズ | 「イマココカラ」                              | 劇場アニメ『映画 プリキュアオールスターズ 春のカーニバル♪』挿入歌          |
| 7月15日  | Go!プリンセスプリキュア ボーカルアルバム1 つよく、やさしく、美しく。                  | 春野はるか（嶋村侑） | 「Be a princess☆」                            | テレビアニメ『Go!プリンセスプリキュア』関連曲                              |
| 7月15日  | Go!プリンセスプリキュア ボーカルアルバム1 つよく、やさしく、美しく。                  | キュアフローラ（嶋村侑）、キュアマーメイド（浅野真澄）、キュアトゥインクル（山村響）、キュアスカーレット（沢城みゆき）                                                                                 | 「つよく、やさしく、美しく。」                | テレビアニメ『Go!プリンセスプリキュア』関連曲                              |
| 7月15日  | Go!プリンセスプリキュア ボーカルアルバム1 つよく、やさしく、美しく。                  | キュアフローラ（嶋村侑） | 「Dreamin' Broomin'」                         | テレビアニメ『Go!プリンセスプリキュア』関連曲                              |
| 10月8日  | 夢は未来への道                                                                        | キュアフローラ（嶋村侑）、キュアマーメイド（浅野真澄）、キュアトゥインクル（山村響）、キュアスカーレット（沢城みゆき）                                                                                 | 「プリンセスの条件」                          | テレビアニメ『Go!プリンセスプリキュア』挿入歌                              |
| 11月11日 | Go!プリンセスプリキュア ボーカルアルバム2 〜For My Dream〜                            | キュアフローラ（嶋村侑）、キュアマーメイド（浅野真澄）、キュアトゥインクル（山村響）、キュアスカーレット（沢城みゆき）                                                                                 | 「プリンセスの条件」                          | テレビアニメ『Go!プリンセスプリキュア』挿入歌                              |
| 11月11日 | Go!プリンセスプリキュア ボーカルアルバム2 〜For My Dream〜                            | キュアフローラ（嶋村侑） | 「Primal Place」                              | テレビアニメ『Go!プリンセスプリキュア』関連曲                              |
| 11月11日 | Go!プリンセスプリキュア ボーカルアルバム2 〜For My Dream〜                            | 春野はるか（嶋村侑）、七瀬ゆい（佳村はるか） | 「明日は晴れるよね?!」                        | テレビアニメ『Go!プリンセスプリキュア』関連曲                              |
| 11月11日 | Go!プリンセスプリキュア ボーカルアルバム2 〜For My Dream〜                            | 春野はるか（嶋村侑）、海藤みなみ（浅野真澄）、天ノ川きらら（山村響）、紅城トワ（沢城みゆき） | 「Joyful!プリキュアクリスマス」               | テレビアニメ『Go!プリンセスプリキュア』挿入歌                              |
| 2016年   |                                                                                       | |                                               |                                                                            |
| 3月16日  | 映画 プリキュアオールスターズ みんなで歌う♪奇跡の魔法! ミュージカルソングス           | 朝日奈みらい（高橋李依）、リコ（堀江由衣）、モフルン（齋藤彩夏）、春野はるか（嶋村侑）、海藤みなみ（浅野真澄）、天ノ川きらら（山村響）、紅城トワ（沢城みゆき）、パフ（東山奈央）、アロマ（古城門志帆） | 「あなたがいるから」                          | 劇場アニメ『映画 プリキュアオールスターズ みんなで歌う♪奇跡の魔法!』挿入歌 |
| 3月16日  | 映画 プリキュアオールスターズ みんなで歌う♪奇跡の魔法! ミュージカルソングス           | ソルシエール（新妻聖子）、プリキュアオールスターズ | 「魔女の子守唄〜歌は魔法」                    | 劇場アニメ『映画 プリキュアオールスターズ みんなで歌う♪奇跡の魔法!』挿入歌 |
| 3月16日  | 映画 プリキュアオールスターズ みんなで歌う♪奇跡の魔法! ミュージカルソングス           | プリキュアオールスターズ | 「みんながいるから☆プリキュアオールスターズ」 | 劇場アニメ『映画 プリキュアオールスターズ みんなで歌う♪奇跡の魔法!』主題歌 |
| 2017年   |                                                                                       | |                                               |                                                                            |
| 3月22日  | ソードアート・オンライン ソングコレクションII                                         | ユウキ（悠木碧）、シウネー（嶋村侑）、ジュン（山下大輝）、テッチ（こぶしのぶゆき）、タルケン（田丸篤志）、ノリ（田野アサミ）、アスナ（戸松遥）                                                         | 「Sleepless Legend」                          | テレビアニメ『ソードアート・オンラインII』関連曲                           |
| 7月26日  | デジモンユニバース アプリモンスターズ キャラクターソング&オリジナル・サウンドトラック | 大空勇仁（古川慎）、オフモン（嶋村侑） | 「スロースターター」                          | テレビアニメ『デジモンユニバース アプリモンスターズ』関連曲                |
| 8月31日  | 魔法使いと黒猫のウィズ 4th Anniversary Original Soundtrack                            | ルルベル（巽悠衣子）、ミィア（田中あいみ）、ウリシラ（山崎エリイ）、イーディス（嶋村侑）、カナメ（高橋李依）、クルス（村瀬歩）                                                                         | 「聖サタニック女学院校歌」                    | ゲーム『クイズRPG 魔法使いと黒猫のウィズ』関連曲                           |

## ライブ

### 合同ライブ
| 出演日        | タイトル                            | 会場         |
| ------------- | ----------------------------------- | ------------ |
| 2024年1月20日 | 全プリキュア 20th Anniversary LIVE! | 横浜アリーナ |

### シリーズ一覧
1. ↑  第1期（2009年）、第2期『銀魂’』（2011年）、第3期『銀魂ﾟ』（2015年）
2. ↑  『斬魄刀異聞篇』（2009年 - 2010年）、『刀獣篇』（2010年）
3. ↑  第1期（2010年）、第2期『REVERSE』（2010年）
4. ↑  第1期（2011年 - 2012年）、第2期『2』（2013年）、第3期『3』（2019年 - 2020年）
5. ↑  『デュエル・マスターズ ビクトリー』（2011年 - 2012年）、『デュエル・マスターズ ビクトリーV』（2012年 - 2013年）
6. ↑  第1期（2013年）、Season 2（2017年）、Season 3 Part 2（2019年）、The Final Season Part 1（2020年 - 2021年）、The Final Season Part 2（2022年）、The Final Season 完結編（前編）（2023年）、The Final Season 完結編（後編）（2023年）
7. ↑  第2期『II』（2014年）、第3期後半『アリシゼーション War of Underworld』第2クール（2020年）
8. ↑  第1クール（2015年）、第2クール（2015年）
9. ↑  第1シーズン（2016年）、第2シーズン（2016年）、第3シーズン（2019年）、第4シーズン（2023年）、第5シーズン（2023年）
10. ↑  第1期（2016年）、第2期（2017年）、第3期（2018年）、第4期（2020年）、第7期（2024年）
11. ↑  第1シーズン（2023年）、第2シーズン（2024年）
12. ↑  第2期『王子の帰還』（2024年）、第2期『工房戦』（2024年）
13. ↑  第4期『雪ノ果篇』（2024年）、第4期『終夜篇』（2025年）
14. ↑  『前編〜紅蓮の弓矢〜』（2014年）、『後編〜自由の翼〜』（2015年）、『Season2〜覚醒の咆哮〜』（2018年）
15. ↑  『映画 プリキュアオールスターズ 春のカーニバル♪』（2015年）[62]、『映画 Go!プリンセスプリキュア Go!Go!!豪華3本立て!!!』（2015年）[63]、『映画 プリキュアオールスターズ みんなで歌う♪奇跡の魔法!』（2016年）[64]、『映画 プリキュアドリームスターズ!』（2017年）[65]、『映画 HUGっと!プリキュア♡ふたりはプリキュア オールスターズメモリーズ』（2018年）[66]、『映画 プリキュアミラクルユニバース』（2019年）、 『映画 プリキュアオールスターズF』（2023年）[67]
16. ↑  第1部『I 行け！コア・ファイター』（2019年）、第2部『II ベルリ 撃進』（2020年）、第3部『III 宇宙からの遺産』（2021年）、第4部『IV 激闘に叫ぶ愛』（2022年）、第5部『V 死線を超えて』（2022年）
17. ↑  第1シリーズ（2019年）、第2シリーズ（2020年）
18. ↑  『WORLD』『3D』（2011年）、『CROSSRAYS』（2020年）
19. ↑  『スカイウォードソード』（2011年）、Nintendo Switch用『スカイウォードソード HD』（2021年）
20. ↑  『エクストリームバーサス2』（2018年）、『クロスブースト』（2021年）、『オーバーブースト』（2023年）、『インフィニットブースト』（2025年）